# Marezige
Marezige este o localitate din comuna Koper, Slovenia, cu o populație de 410 locuitori.